# World RX de Letonia
El World RX de Letonia es un evento de Rallycross en Letonia válido para el Campeonato Mundial de Rallycross. La carrera se celebró por primera vez en la temporada 2016, en el Biķernieku Kompleksā Sporta Bāze ubicado en la localidad de Biķernieki, Daugavpils, Letonia.

## Ganadores

### Ganadores (pilotos)
| # | Piloto               | Victorias | Años                   |
| - | -------------------- | --------- | ---------------------- |
| 1 | Johan Kristoffersson | 4         | 2017, 2018, 2020, 2021 |
| 2 | Sébastien Loeb       | 1         | 2016                   |
| 2 | Timmy Hansen         | 1         | 2019                   |
| 2 | Mattias Ekström      | 1         | 2020                   |
| 2 | Niclas Grönholm      | 1         | 2021                   |

### Ganadores (constructores)
| # | Constructor | Victorias | Años             |
| - | ----------- | --------- | ---------------- |
| 1 | Volkswagen  | 3         | 2017, 2018, 2020 |
| 2 | Peugeot     | 2         | 2016, 2019       |
| 2 | Audi        | 2         | 2020, 2021       |
| 3 | Hyundai     | 1         | 2021             |

### Por año
| 2016 | Timmy Hansen         | Johan Kristoffersson | Johan Kristoffersson | Timur Timerzyanov    | Sébastien Loeb       | Mattias Ekström      | Sébastien Loeb       |
| 2017 | Johan Kristoffersson | Toomas Heikkinen     | Johan Kristoffersson | Sébastien Loeb       | Johan Kristoffersson | Sébastien Loeb       | Johan Kristoffersson |
| 2018 | Johan Kristoffersson | Johan Kristoffersson | Timmy Hansen         | Johan Kristoffersson | Johan Kristoffersson | Sébastien Loeb       | Johan Kristoffersson |
| 2019 | Rokas Baciuška       | Niclas Grönholm      | Timmy Hansen         | Timmy Hansen         | Andreas Bakkerud     | Timmy Hansen         | Timmy Hansen         |
| 2020 | Johan Kristoffersson | Niclas Grönholm      | Mattias Ekström      | -                    | Mattias Ekström      | Johan Kristoffersson | Johan Kristoffersson |
| 2020 | Mattias Ekström      | Mattias Ekström      | Robin Larsson        | -                    | Mattias Ekström      | Johan Kristoffersson | Mattias Ekström      |
| 2021 | Johan Kristoffersson | Mattias Ekström      | Niclas Grönholm      | -                    | Johan Kristoffersson | Niclas Grönholm      | Niclas Grönholm      |
| 2021 | Mattias Ekström      | Niclas Grönholm      | Niclas Grönholm      | -                    | Niclas Grönholm      | Johan Kristoffersson | Johan Kristoffersson |